# Liste des seigneurs de Sercq
Le seigneur de Sercq est le chef du gouvernement féodal de l'île de Sercq. Si c'est une femme, elle prend le titre de dame de Sercq.
- Hellier de Carteret (1563-1578)
- Philippe de Carteret I, seigneur de Sercq (1578-1594)
- Philippe de Carteret II, seigneur de Sercq (1594-1643)
- Philippe de Carteret III, seigneur de Sercq (1643-1663)
- Philippe de Carteret IV, seigneur de Sercq (1663-1693)
- Charles de Carteret (1693-1715)
- John Carteret (1715-1720)
- John Johnson (1720-1723)
- James Milner  (1723-1730)
- Susanne le Pelley (1730-1733)
- Nicolas le Pelley (1733-1742)
- Daniel le Pelley (1742-1752)
- Pierre le Pelley I (1752-1778)
- Pierre le Pelley II (1778-1820)
- Pierre le Pelley III (1820-1839)
- Ernest le Pelley (1839-1849)
- Pierre Carey le Pelley (1849-1852)
- Marie Collings (1852-1853)
- William Thomas Collings (1853-1882)
- William Frederick Collings (1882-1927)
- Sybil Mary Collings Beaumont (1927-1940) puis (1945-1974)
- Michael Beaumont (1974-2016)
- Christopher Beaumont (depuis 2016)

Représentants allemands (subordonnés au Commandant allemand de Guernesey pendant l'Occupation de juillet 1940 à mai 1945)
- Stefan Herdt 1940-1942
- Johann Hinkel 1942-1943

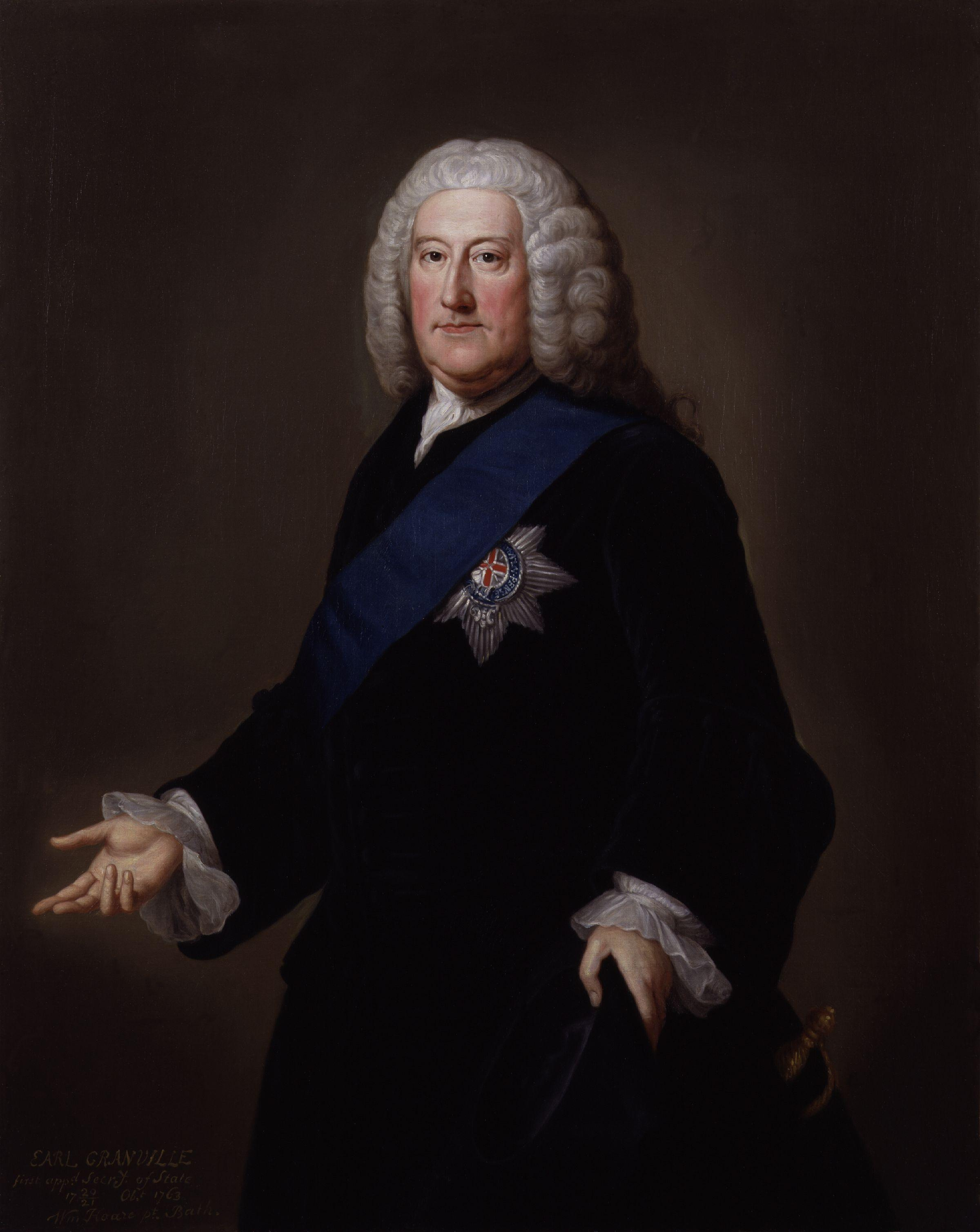
John Carteret (1715–1720)
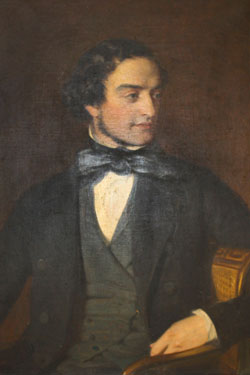
William Thomas Collings (1853–1882)
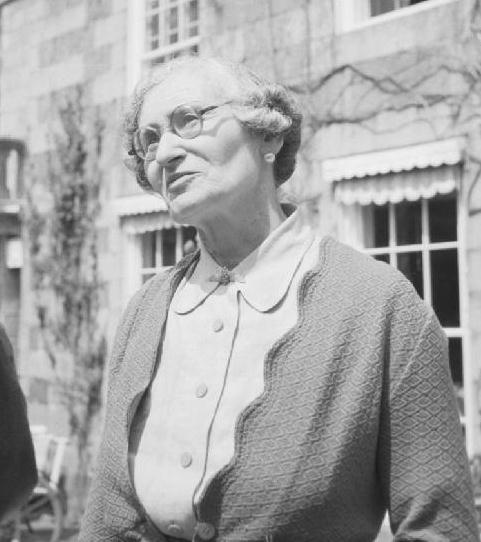
Sibyl Hathaway (1927–1974)
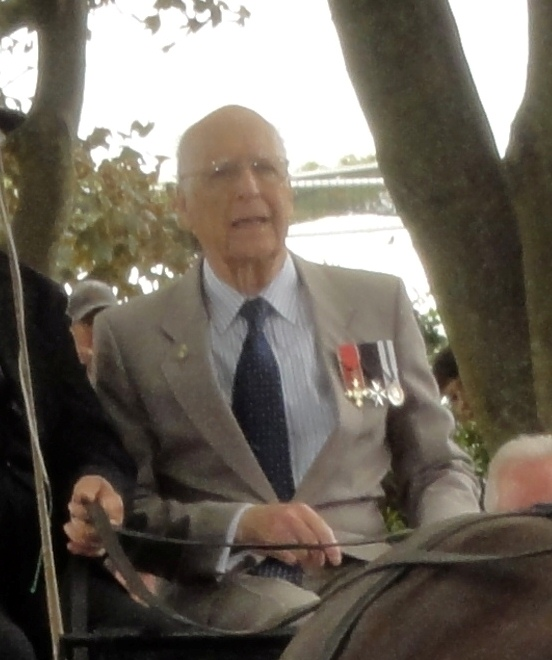
Michael Beaumont (1974-2016)